# Världsmästerskapen i rodel 2008
Världsmästerskapen i rodel 2008 hölls den 21-27 januari 2008 i Oberhof, Tyskland.

## Singel herrar
| Medalj | Deltagare            | Tid      |
| ------ | -------------------- | -------- |
| Guld   | Felix Loch (GER)     | 1.30,643 |
| Silver | David Möller (GER)   | + 0,074  |
| Brons  | Andi Langenhan (GER) | + 0,171  |

## Singel damer
| Medalj | Deltagare                     | Tid      |
| ------ | ----------------------------- | -------- |
| Guld   | Tatjana Hüfner (GER)          | 1.26,007 |
| Silver | Natalie Geisenberger (GER)    | + 0,040  |
| Brons  | Silke Kraushaar-Pielach (GER) | + 0,142  |

## Dubbel
| Medalj | Deltagare                                     | Tid      |
| ------ | --------------------------------------------- | -------- |
| Guld   | Tyskland (André Florschütz, Torsten Wustlich) | 1.26,893 |
| Silver | Tyskland (Tobias Wendl, Tobias Arlt)          | + 0,092  |
| Brons  | Österrike (Tobias Schiegl, Markus Schiegl)    | + 0,217  |

## Lag mixed stafett
| Medalj | Lag                                                                          | Tid      |
| ------ | ---------------------------------------------------------------------------- | -------- |
| Guld   | Tyskland (Felix Loch, Tatjana Hüfner, André Florschütz, Torsten Wustlich)    | 2:29.664 |
| Silver | Österrike (Martin Abentung, Nina Reithmeyer, Tobias Schiegl, Markus Schiegl) | + 0.412  |
| Brons  | Lettland (Guntis Rēķis, Maija Tīruma, Andris Šics, Juris Šics)               | + 0.594  |